# 3663-as busz
A 3663-as jelzésű autóbusz egy helyközi autóbuszjárat, amelyet a Volánbusz - Gyöngyösi Területi Igazgatósága üzemeltet, és összeköti Gyöngyöst Visontával.
Útvonalának hossza 11,3 km, a menetidő 15 perc.

## Megállóhelyei
| 0 | Gyöngyös autóbusz-állomás végállomás | 6 | 1A 1040, 1044, 1045, 1046, 1049, 1050, 1054, 1066, 1068, 1069, 1301, 1305, 1308, 1348, 1427, 1469, 1515 3445, 3448, 3457, 3471, 3492, 3604, 3612, 3650, 3651, 3652, 3655, 3656, 3660, 3661, 3662, 3664, 3665, 3666, 3670, 3671, 3673, 3675, 3676, 3677, 3678, 3679, 3680, 3681, 3685, 3688, 3691, 3693, 3694, 3696, 3697, 3698, 3699, 4602, 4653 |
| 1 | Gyöngyös, MEZŐGÉP                    | 5 | 3445, 3448, 3660, 3662, 3664, 3665, 3693, 3694, 3696 |
| 2 | Gyöngyös, Abasári elágazás           | 4 | 3445, 3448, 3660, 3662, 3664, 3665, 3693, 3696 |
| 3 | Visonta, Csókás-tanya                | 3 | 3445, 3448, 3665, 3693, 3696 |
| 4 | Visonta, Brezova-tanya               | 2 | 3445, 3448, 3665, 3693, 3696 |
| 5 | Visonta, Petőfi út                   | 1 | 3661, 3665, 3679, 3693, 3695, 3696 |
| 6 | Visonta, községháza végállomás       | 0 | 3661, 3665, 3679, 3693, 3695, 3696 |